# Padurungan
Padurungan is een bestuurslaag in het regentschap Bangkalan van de provincie Oost-Java, Indonesië. Padurungan telt 1505 inwoners (volkstelling 2010).